# Selz (Dakota Północna)
Selz – jednostka osadnicza w Stanach Zjednoczonych, w stanie Dakota Północna, w hrabstwie Pierce.